# ديف ماي
ديف ماي (بالإنجليزية: Dave May)‏ هو لاعب كرة قاعدة أمريكي، ولد في 23 ديسمبر 1943 في نيو كاسل في الولايات المتحدة، وتوفي في 20 أكتوبر 2012 في بير في الولايات المتحدة بسبب السكري.

## وصلات خارجية
- ديف ماي على موقعبيزبول رفرنس.كوم (الدوري الرئيسي) (الإنجليزية)
- ديف ماي على موقعبيزبول رفرنس.كوم (الدوري الثانوي) (الإنجليزية)
- ديف ماي على موقع جمعية أبحاث البيسبول الأمريكية (الإنجليزية)
- ديف ماي على موقع مشجعي الرسوم البيانية (الإنجليزية)